# Лепьохін Іван Іванович
Лепьохін Іван Іванович (10 (21) вересня 1740, Петербург — 6 (18) квітня 1802, Петербург) — російський мандрівник і природознавець, академік Петербурзької академії наук (з 1771 року).

## Біографія
У 1760—1762 роках навчався в університеті при Петербурзькій академії наук, у 1762—1767 роках вивчав медицину у Страсбурзькому університеті. Листувався з Ломоносовим, який рекомендував його до зайняття кафедри ботаніки в академії. Здобувши 1767 року ступінь доктора медицини, Лепьохін повернувся до Петербурга і був призначений ад'юнктом. В 1768—1772 роках керував академічною експедицією, яка досліджувала райони Поволжя, Уралу, півночі європейської частини Росії. З 1771 року був призначений академіком з природничих наук. У 1773—1774 роках подорожував по Прибалтиці й Білорусі, під час якої склав ботанічні колекції. Після повернення з подорожі був призначений директором ботанічного саду в Санкт-Петербурзі.

## Наукова діяльність
Висловлював ідеї про зміни земної поверхні, властивостей рослин і тварин під впливом навколишнього середовища.

## Твори

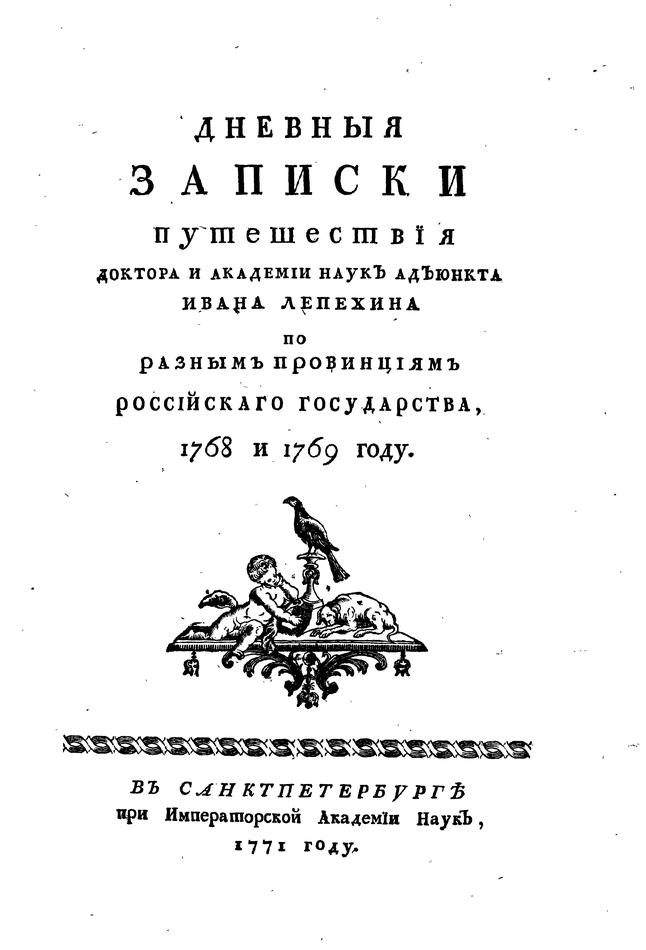
Титульний аркуш "Денних записок", 1771.

Основна наукова праця — «Денні записки подорожі … по різних провінціях Російської держави» (СПб., 1771, три частини; 2-е вид. 1795, четверта частина видана в 1805), де висвітлено багато питань з географії та етнографії Росії. Видання було перекладено німецькою мовою (Альтенбург, 1774—83).
Лепьохін також надрукував такі праці:
- «Размышления о нужде испытывать лекарственную силу собственных произрастений» (СПб., 1783),
- «Краткое руководство к разведению шелков в России» (СПб., 1798);
- «Способы отвращения в рогатом скоте падежа» (СПб., 1800) та інші.